# Rogério de Andrade
Rogério Costa de Andrade e Silva (Rio de Janeiro, 25 de maio de 1963) é um bicheiro, contraventor e presidente de honra da escola de samba carioca G.R.E.S. Mocidade Independente de Padre Miguel. É considerado o bicheiro mais poderoso do Rio de Janeiro atualmente.

## Biografia
Rogério de Andrade é sobrinho de Castor de Andrade, um dos nomes brasileiros mais conhecidos da contravenção carioca. Tornou-se o principal colaborador dos negócios do tio e, com a morte do mesmo em 1997, foi assumindo aos poucos a totalidade dos negócios da família; colaboraram para esta concentração de poder as mortes de dois de seus parentes, Paulo Roberto de Andrade, filho de Castor e primo de Rogério, e Fernando Iggnácio, genro de Castor. Em 1998, Paulo foi morto a tiros quando saia de sua firma de engenharia, na Barra da Tijuca; enquanto Fernando foi assassinado a tiros em um heliponto na zona oeste do Rio de Janeiro, já em 2020.
Tornou-se patrono do G.R.E.S. Mocidade Independente de Padre Miguel, cargo este outrora ocupado por seu tio Castor de Andrade. Casado com Fabíola Andrade, Rogério a nomeou rainha de bateria da escola em 2023; anteriormente ela já havia ocupado o cargo de "musa da Mocidade" em 2016.
Em 2010, Rogério Andrade foi vitima de um atentado em pleno dia no Recreio dos Bandeirantes, quando uma bomba foi instalada em seu automóvel; embora o contraventor tenha sobrevivido seu filho adolescente Diogo, que conduzia o veículo no momento do ataque, foi mortalmente ferido com a explosão, falecendo na hora. Em setembro de 2017, Rogério e sua mulher sofreram um ataque a tiros cometido por criminosos em um condomínio de luxo na Barra da Tijuca, onde o casal mora.
Rogério Andrade responde a vários processo criminais perante a justiça brasileira; por conta disto, em algumas oportunidades, já esteve preso. Ele é acusado de promover, financiar e integrar organização criminosa armada, com o objetivo de obter, direta ou indiretamente, vantagens de qualquer natureza, mas especialmente oriundas da exploração de jogos de azar.
Em abril de 2024, o ministro do Supremo Tribunal Federal, Kassio Nunes Marques, mandou retirar o monitoramento do bicheiro, que usava tornozeleira eletrônica havia quase um ano e meio. Em outubro de 2024, Rogério Andrade foi preso por mandar matar o rival Fernando Iggnácio, genro de Castor, que foi morto em uma emboscada no estacionamento do heliponto na zona oeste do Rio de Janeiro em novembro de 2020. Em novembro de 2024, Rogério de Andrade foi transferido para o Presídio Federal de Campo Grande, no Mato Grosso do Sul, por determinação da Justiça do Rio de Janeiro.